# Geelong Airport
Geelong Airport är en flygplats i Australien. Den ligger i kommunen Greater Geelong och delstaten Victoria, omkring 72 kilometer sydväst om delstatshuvudstaden Melbourne. Geelong Airport ligger 34 meter över havet.
Runt Geelong Airport är det ganska glesbefolkat, med 48 invånare per kvadratkilometer.. Närmaste större samhälle är Geelong, nära Geelong Airport. 
Trakten runt Geelong Airport består till största delen av jordbruksmark. Genomsnittlig årsnederbörd är 744 millimeter. Den regnigaste månaden är juni, med i genomsnitt 113 mm nederbörd, och den torraste är januari, med 31 mm nederbörd.